# Rekognitionsheuristik
Die Rekognitionsheuristik (englisch recognition heuristic, auch Wiedererkennungsheuristik genannt) ist eine Urteilsheuristik der Kognitionspsychologie. Sie besagt, dass bei der Beurteilung von mehreren Objekten hinsichtlich eines Kriteriums unter bestimmten Umständen deren Wiedererkennung (Rekognition, von lateinisch recognitio) als alleinige Entscheidungshilfe genutzt wird.

## Hintergrund
Nach Herbert A. Simons Konzept der begrenzten Rationalität sind die kognitiven Fähigkeiten des Menschen eingeschränkt. Aus diesem Grund ist für viele komplexe Probleme der optimale, normative Lösungsweg mit zu großer Anstrengung verbunden. Zur Lösung dieser Probleme greifen Menschen deswegen auf Heuristiken oder Faustregeln zurück – vereinfachende Entscheidungsstrategien, um zu einer möglichst guten Lösung zu gelangen, welche aber nicht zwangsläufig optimal sein muss (satisficing). Die Idee, dass Menschen zur Lösung von Problemen vereinfachende Heuristiken nutzen, wurde im Folgenden von vielen Forschern aufgegriffen, die in unterschiedlichen Bereichen Heuristiken vorschlugen.
Die Rekognitionsheuristik wurde im Rahmen eines Forschungsprogramms von Gerd Gigerenzer, Daniel G. Goldstein und Kollegen vorgeschlagen, welches den Schwerpunkt auf schnelle und einfache Heuristiken legt und die Bedingungen, unter denen diese erfolgreich sein können. Dabei wird angenommen, dass Menschen über eine Sammlung von Entscheidungsstrategien verfügen (eine sog. adaptive toolbox), aus der sie je nach Situation und Aufgabe die passende Strategie auswählen.
Ursprünglich war die Rekognitionsheuristik als erster Teil der Take-the-best-Heuristik implementiert worden. Schließlich wurde sie jedoch als allein stehendes Modell postuliert. Zunächst war sie auf den Vergleich von zwei Objekten beschränkt, wurde jedoch später erweitert.

## Erläuterung
Die Rekognitionsheuristik ist eine Entscheidungsstrategie für vergleichende Urteile. Sollen zwei Objekte hinsichtlich eines bestimmten Kriteriums beurteilt werden, besagt sie Folgendes:

“If one of two objects is recognized and the other is not, then infer that the recognized object has the higher value with respect to the criterion.”

„Wenn von zwei Objekten das eine erkannt wird und das andere nicht, schließe daraus, dass das erkannte Objekt den höheren Wert auf dem Kriterium hat.“

Ein typisches und oft untersuchtes Paradigma ist die Aufgabe, zu beurteilen, welche von zwei Städten mehr Einwohner hat, wie zum Beispiel San Diego oder San Antonio. Kennt eine Person nur eine der beiden Städte, so sollte sie diese bei Anwendung der Rekognitionsheuristik als größer beurteilen. Wenn einer Person beide Städte bekannt oder beide unbekannt sind, lässt sich die Rekognitionsheuristik nicht anwenden.

### Ökologische Rationalität
Der Rekognitionsheuristik liegt die Annahme zugrunde, dass in bestimmten Umwelten das Erkennen bzw. Nicht-Erkennen eines Objekts systematisch mit dem zu beurteilenden Kriterium zusammenhängt – beispielsweise weil Städte mit mehr Einwohnern häufiger in den Medien erwähnt und daher eher erkannt werden. Das Erkennen bzw. Nicht-Erkennen einer Stadt wäre somit ein valider Hinweis auf ihre Einwohnerzahl. Die Stärke dieses Zusammenhangs wird Rekognitionsvalidität genannt. Es zeigt sich, dass Rekognition in vielen Umwelten ein valider Hinweis ist. Weil die Rekognitionsheuristik den natürlichen Zusammenhang zwischen Wiedererkennen und Kriterium ausnutzt, wird sie als ökologisch rational bezeichnet.

### Ignoranz-basiertes Entscheiden
Eine weitere zentrale Annahme von Gigerenzer, Goldstein und Kollegen ist, dass es sich bei der Rekognitionsheuristik um eine non-kompensatorische Strategie handelt: Das Erkennen bzw. Nicht-Erkennen eines Objekts wird als alleinige Information benutzt. Die Entscheidung basiert folglich ausschließlich auf dieser Rekognitionsinformation und alle weiteren Informationen werden ignoriert.

### Randbedingungen für die Anwendung
Mehrere Randbedingungen werden für die Verwendung der Rekognitionsheuristik aufgestellt:
- Die Anwendung der Rekognitionsheuristik setzt voraus, dass einige Objekte nicht erkannt werden. Erst dadurch kann es zum Vergleich von erkannten und unerkannten Objekten kommen.
- Die Rekognitionsheuristik sollte nur verwendet werden, wenn die Wiedererkennung eines Objekts tatsächlich mit dem zu beurteilenden Kriterium in Zusammenhang steht, sie also eine valide Information bietet. Konkret sollte Wiedererkennen nur dann die Entscheidung beeinflussen, wenn diese dadurch besser wird als durch Raten.
- Die Person fällt ihr Urteil auf Basis ihres Gedächtnisses. Weitere Informationen werden ihr nicht zur Verfügung gestellt.
- Das Wiedererkennen eines Objekts sollte auf die natürliche Umgebung einer Person zurückzuführen sein und nicht auf eine experimentelle Manipulation.

### Less-Is-More-Effekt
Eine Implikation der Rekognitionsheuristik ist, dass unter bestimmten Umständen weniger Wissen – im Sinne von weniger erkannten Objekten – zu besseren Ergebnissen führen kann: In einer Umwelt, in der Rekognition stark mit dem Kriterium zusammenhängt, haben Personen, die fast alle Objekte erkennen, einen Nachteil, da sie die Rekognitionsheuristik nur selten anwenden können. Demgegenüber hätten Personen, die nur einige Objekte erkennen, einen Vorteil.

## Zentrale Befunde
In den klassischen Experimenten zur Rekognitionsheuristik haben Personen die Aufgabe, für eine Reihe von Städtepaaren jeweils Urteile abzugeben, welche Stadt größer ist. Zusätzlich wird erfasst, welche Stadt der Person bekannt ist und welche nicht. Bei der Auswertung dieser Experimente werden die Städtepaare zunächst danach eingeteilt, in welchen Fällen eine Person die Rekognitionsheuristik hätte anwenden können (alle Fälle, in denen sie nur eine der beiden Städte erkannte). Schließlich wird betrachtet, in wie vielen von diesen Fällen sie auch tatsächlich die bekannte Stadt gewählt hat. In einer Studie berichten Goldstein und Gigerenzer hierbei Werte von im Mittel 90 %.
Ein auch populärwissenschaftlich bekannter Befund zur Rekognitionsheuristik ist die Demonstration des Less-Is-More-Effekts bei Personen unterschiedlicher Nationalität: Deutsche und US-Amerikaner sollten ein Urteil darüber abgeben, welche von zwei US-amerikanischen Städten größer ist (San Diego oder San Antonio). Von den amerikanischen Teilnehmern, denen meist beide Städte bekannt waren, gaben etwa 62 % die richtige Antwort (nach der damaligen Einwohnerzahl San Diego), wohingegen es bei den deutschen Teilnehmern, von denen die meisten nur San Diego erkannten, 100 % waren. Dieser Befund blieb jedoch nicht ohne Kritik, u. a. deswegen, weil die Rekognitionsvalidität für Deutsche und Amerikaner nicht die gleiche war.
In mehreren Experimenten konnte gezeigt werden, dass Personen in der Lage sind, zu unterscheiden, ob die Verwendung der Rekognitionsheuristik in einer Situation angemessen ist oder nicht: War beispielsweise die Aufgabe, anzugeben, welche von zwei Städten größer ist, stimmten die Urteile der Personen dabei häufig mit den Vorhersagen der Rekognitionsheuristik überein. Bei der Aufgabe, anzugeben, wie weit eine Stadt von einem bestimmten Punkt entfernt ist, war dies nicht der Fall.

## Kritik
Um den Status der Rekognitionsheuristik hat sich eine hitzige Debatte entwickelt. Eine Reihe von Befunden widerlegt mehrere Annahmen der Rekognitionsheuristik. Diese werden im Folgenden betrachtet.

### Non-kompensatorische Verwendung der Rekognitionsinformation
Die ursprüngliche Fassung der Rekognitionsheuristik nimmt an, dass Rekognition als einziges Merkmal bei der Urteilsbildung verwendet wird. Mehrere Befunde stellen diese alleinige (non-kompensatorische) Verwendung der Rekognitionsinformation infrage.
Personen scheinen auch andere Information in ihr Urteil einzubeziehen, wenn diese zusätzlich Aufschluss über die beurteilte Größe gibt (etwa, ob die Stadt, die beurteilt wird, eine Fußballmannschaft besitzt). Zudem wählen Personen das wiedererkannte Objekt seltener, wenn es tatsächlich die falsche Wahl wäre. Dies spricht ebenfalls dafür, dass Rekognition nicht als alleinige Information benutzt wird.

### Binäre Natur der Rekognitionsinformation
Die Rekognitionsheuristik impliziert, dass Rekognition eine binäre Information darstellt, dass ein Objekt also entweder erkannt wird oder nicht. Es zeigt sich jedoch, dass auch die Schnelligkeit des Erkennens eine Rolle spielt: Je schneller ein bekanntes Objekt als bekannt beurteilt wird, desto häufiger wird es gegenüber einem unbekannten Objekt als größer eingeschätzt. Die Verarbeitungsflüssigkeit scheint den Urteilsprozess demnach zusätzlich zu beeinflussen.

### Die Rekognitionsheuristik als Prozessmodell
Viele Studien zur Rekognitionsheuristik nutzen als Maß für deren Verwendung die Übereinstimmung zwischen den Vorhersagen der Rekognitionsheuristik und tatsächlich beobachteten Urteilen. Diese Übereinstimmung ist in vielen Fällen sehr hoch, was als Beleg für die alleinige Verwendung der Rekognitionsheuristik interpretiert wird.
Die Übereinstimmung zwischen diesen Vorhersagen und den Beobachtungen bedeutet jedoch nicht zwingend, dass der angenommene Prozess den Entscheidungen zugrunde lag. Wenn alternative Strategien (etwa die Nutzung weiteren Wissens) die gleichen Vorhersagen treffen wie die Rekognitionsheuristik, erlaubt dieses Maß keine klare Aussage über die tatsächlich verwendete Strategie. Wird das Maß in diesem Fall trotzdem verwendet, wird das Ausmaß der Verwendung der Rekognitionsheuristik überschätzt. Unverzerrte Maße zeigen aber dennoch, dass Rekognition bei einem wesentlichen Anteil der Entscheidungen als alleiniger Hinweis verwendet wird.
Allgemein ergibt sich auch für gänzlich fiktive Heuristiken eine recht hohe Übereinstimmung zwischen den vorhergesagten und beobachteten Urteilen – sofern diese Information verwenden, die ökologisch rational sind, also tatsächlich mit der Urteilsdimension zusammenhängen.
Zusammenfassend lässt sich also aus der hohen Vorhersageleistung der Rekognitionsheuristik als theoretisches Modell nicht ableiten, dass Wiedererkennen als alleiniger Hinweis bei der Entscheidungsfindung herangezogen wird. Verfechter der Rekognitionsheuristik argumentieren dagegen, dass deren Kritiker kaum eigene Modelle vorgeschlagen haben. In jüngster Zeit wurden jedoch alternative Modelle entwickelt.